# 溫懷禮
溫懷禮（1913年—1950年6月7日），是一位出身河北深縣溫家莊的空軍照相官。

## 生平
1937年10月1日至1938年7月15日,在中華民國空軍官校照相科第1期受訓畢業.1940年前後，溫懷禮在中國共產黨所控制的河北省周圍活動；不久，他前往北平並恢復軍職。1940年2月，他前往西安中華民國空軍第一大隊第九中隊報到，成為少尉二級照相員，並隨後在成都空軍轟炸總隊負責投彈攝影的底片顯影工作；年底，他辭職並改任美術教師。1947年2月，他返鄉與家人團聚。
1950年6月7日，溫懷禮最終被以接觸間諜洩露機密並涉及叛亂為罪名執行槍決。

## 家庭
他與漆林（1921年5月3日 －？）結婚；漆林在其遭捕不久後因「妻子一定掩護其夫活動」、「估量思想難免不受其夫影響」等理由被保安司令部於1951年1月18日逮補監禁，並準備移送新生總隊實施感訓。